# Монджек, Саймон
Са́ймон Марк Мо́нджек (англ. Simon Mark  Monjack; 9 марта 1970 — 23 мая 2010) — британский сценарист, продюсер, режиссёр. Был женат на американской актрисе Бриттани Мёрфи (1977—2009), скончался спустя 5 месяцев после супруги.

## Биография
Саймон родился в еврейской семье в Хиллингдоне, Большой Лондон, Англия. Он вырос в Борн-Энде, Бакингемшир, и окончил среднюю школу Royal Grammar School. Когда ему было 15, его отец, Уильям, скончался от опухоли головного мозга. Мать Саймона, психотерапевт Линда, живёт в Борн-Энде.
В 2000 году Монджек стал продюсером, сценаристом и режиссёром фильма второй категории, драмы «Two Days, Nine Lives» с Люком Госсом и Сиенной Гиллори. В 2006-м году участвовал в создании сценария байопика «Я соблазнила Энди Уорхола» о жизни актрисы и модели Иди Седжвик, ставшей музой суперзвезды андеграунда 1960—1970-х.
Однако режиссёр картины Джордж Хикенлупер утверждал, что Монджек не имел никакого отношения к этому фильму, и рассказал, что Саймон подал глупый иск против создателей картины, предъявив ложные претензии по поводу того, что его сценарий был попросту украден. Сам же английский сценарист всё отрицал, в том числе и обвинения Хикенлупера в том, что он фактически держал его и других членов команды фильма в заложниках.
В одном из интервью в программе 'E! News' в 2007 году Монджек рассказал, что запланировал экранизацию романа Д. М. Томаса «Белый отель» о Зигмунде Фрейде, где главную роль сыграет Бриттани Мёрфи. Однако проект так и не был реализован.
В 2005 году был выдан ордер на арест Саймона по обвинению в мошенничестве с кредитными картами, которое позднее было снято с него. В 2006 году банковский дом 'Coutts & Co.' выиграл иск против Монджека, и тот был выселен из четырёх домов стоимостью 470 тыс. долларов. В феврале 2007 года англичанин был арестован и девять дней провёл в тюрьме, находясь под угрозой депортации, так как срок его визы в Соединённых Штатах на тот момент истёк.

## Личная жизнь
Одно время в 2004 году Монджек встречался со старшей дочерью кандидата в президенты США от Демократической партии Джона Керри, Александрой. Он женился на звезде британского телевидения Симоне Бьен в ноябре 2001 года в Лас-Вегасе, но через пять месяцев они уже жили раздельно и развелись в 2006 году.

### Знакомство и свадьба с Бриттани Мёрфи
Саймон в 2006 году встретил актрису Бриттани Мёрфи (1977—2009), и в апреле 2007 года пара поженилась на закрытой еврейской церемонии в своём доме в Лос-Анджелесе, как на том настоял жених. До брака они даже не заявили о своей помолвке и редко появлялись на публике.

### Смерть Бриттани Мёрфи
20 декабря 2009 года его супруга внезапно умерла в своём доме. СМИ написали, что сердце Мерфи остановилось из-за приёма наркотиков на VIP-вечеринке у российского бизнесмена Игоря Десятникова, хотя он сам заявил, что ничего подобного не было. Позднее раскрылась реальная причина кончины актрисы — пневмония с развитием железодефицитной анемии и интоксикация медицинскими препаратами. Отец Бриттани, Анджело, потребовал пересмотра дела. 18 ноября 2013 года было сообщено, что по результатам независимого тестирования по волосам, образцам крови и ткани Мёрфи было обнаружено 10 тяжёлых металлов, что могло говорить об отравлении.

### Смерть Саймона
Саймон Монджек был обнаружен в бессознательном состоянии 23 мая 2010 года около 21:25, у себя в спальне, в доме в Голливуде. Его нашла мать Бриттани Мёрфи, Шэрон, она и вызвала скорую помощь. Брайан Хамфри, представитель Монджека, сообщил, что на вызов выехала бригада медиков, которая в 21:45 зафиксировала смерть сценариста. Мать Саймона рассказала, что у мужчины были проблемы с сердцем, но он отказывался проводить операцию. Позже выяснилось, что дело было не в больном сердце, Саймон скончался от пневмонии, как и его супруга, за странными совпадениями последовало расследование смерти звёздной четы.
Департамент здравоохранения Лос-Анджелеса предположил, что причиной смерти супругов стал грибок, вызвавший пневмонию. Именно схожие обстоятельства смерти супругов сделали версию о заражении грибком основной. Зараза была обнаружена в доме Бриттани и Саймона, после этого все предположения подтвердились.